# Sit rovellat
El sit rovellat (Aimophila rufescens) viu a altituds d'entre 600 i 2.700 msnm a Belize, Costa Rica, El Salvador, Guatemala, Hondures, Mèxic i Nicaragua. És una espècie en risc mínim, és a dir, no sembla que hi hagi cap amenaça significativa per a la seva supervivència. El seu nom específic, rufescens, significa 'rogenc' en llatí.

## Característiques
Mesura al voltant de 18.5cm i pesa aproximadament 36g. té el pili vermellós i bigotera conspícua. El carpó és de color cafè, té les ales i la cua fosques amb vores vermelloses opaques. L'anell ocular és blanquinós opac, les galtes de color gris oliva, els costats del coll són grisencs i la gola és blanca amb llistes negres.

## Distribució i hàbitat
Des del nord de l'estat de Sonora (Mèxic) al llarg de la Sierra Mare Occidental i des del sud de Nuevo León al llarg de la Sierra Mare Oriental fins a la serralada Neovolcànica i també a la Sierra Mare del Sur. Habita també el sud de Veracruz, nord d'Oaxaca i en zones altes i baixes de Chiapas. A Amèrica Central la distribució al llarg de les regions muntanyenques, arribant fins a l'occident de Nicaragua i extrem nord-oest de Costa Rica, on habita el vessant pacífic dels volcans de Guanacaste. També hi ha algunes poblacions a zones baixes de Belize i El Salvador.
L'hàbitat natural són parts baixes i mitjanes de muntanyes, en sabanes, garrigues, boscos de pi i alzinar amb arbres escampats i zones de creixement secundari, sempre amb abundància d'arbustos. També és possible veure'l, en algunes zones geogràfiques, en zones pertorbades de selves i en acahuales.
S'alimenten de llavors, insectes i altres invertebrats. Cerquen l'aliment al terra o entre els arbustos, formant petits grups familiars.

## Taxonomia
Va ser descrit per l'ornitòleg anglès William Swainson l'any 1827 i es reconeixen set subespècies: Inicialment va ser inclòs en la família Emberizidae però posteriors estudis filogenètics moleculars van trobar que aquella gran família constava de diferents clades i era millor tractar com a famílies separades. Actualment tant la versió en línia del Handbook of the Birds of the World com el Congrés Ornitològic Internacional
- A. r. antonensis (Van Rossem, 1942) - centre nord de Sonora (nord-oest Mèxic).
- A. r. mcleodii (Brewster, 1888) - est de Somora i d'oest Chihuahua a nord de Sinaloa i nord-oest de Durango (nord-oest de Mèxic).
- A. r. rufescens (Swainson, 1827) - oest i sud-oest de Mèxic.
- A. r. pyrgitoides (Lafresnaye, 1839) - des de l'est i sud-est de Mèxic a les terres altes interiors de nord i centres de El Salvador, centre d'Hondures i nord-oest de Nicaragua.
- A. r. discolor (Ridgway, 1888) - nord d'Honduras i nord-est de Nicaragua.
- A. r. pectoralis (Dickey & Van Rossem, 1927) - vessant del Pacífic del sud de El Salvador i sud d'Hondures.
- A. r. hypaethra (Bangs, 1909) - nord-oest de Costa Rica.